# 久喜市立久喜東中学校
久喜市立久喜東中学校（くきしりつ くきひがしちゅうがっこう）は、埼玉県久喜市にある1976年に開校した公立中学校。

## 沿革
- 1976年（昭和51年）- 久喜市立久喜中学校より分離し、久喜市立久喜東中学校として開校。
- 1985年（昭和60年）- 生徒増により久喜市立太東中学校が新設され、一部生徒が転出。
- 2010年（平成22年）- 吹奏楽部が第23回全日本マーチングコンテスト中学の部で金賞を受賞[1]。
- 2011年（平成23年）- 吹奏楽部が第24回全日本マーチングコンテスト中学の部で金賞を受賞[2]。

## 立地
- 久喜市の東部に位置している。
- 南西側 - 集合住宅地(青葉団地、県営住宅)が広がる。
- 東側 - 宅地が広がっている。
- 北側 - 埼玉県道153号幸手久喜線が通っている。
- 西側 - 平沼落川をはさみ、青葉公園に面している。

## 施設
- 教室棟（鉄筋四階建）
- 特別教室棟（鉄筋三階建）
- 体育館
- プール
- 部室棟（鉄筋二階建）
- 飼育小屋
- テニスコート
- 中庭(池)

## 学区
久喜市立青葉小学校、久喜市立青毛小学校学区の全域。

## 校歌
- 作詞者 濱梨花枝
- 作曲者 團伊玖磨

## 目標
- 自学
- 友愛
- 情熱

## 部活動

### 運動部
- 野球部
- サッカー部
- バレーボール部(女)
- 卓球部（男・女）
- バスケットボール部（男・女）
- 陸上部
- テニス部（男・女）
- バドミントン部

### 文化部
- 吹奏楽部
- 美術部
- コンピューター部

## 出身有名人
- 安岡優 - ゴスペラーズ
- 久喜青葉 - 漫画家
- 針谷岳晃 - プロサッカー選手
- 津田琢磨 - 元プロサッカー選手